# Palazzo Angelo Giovanni Spinola
Le Palazzo Angelo Giovanni Spinola est un édifice historique situé dans la via Garibaldi dans le centre historique de  Gênes.
Depuis le 13 juillet 2006 le palais Angelo Giovanni Spinola fait partie des 42 palais des Rolli inscrits dans la liste du patrimoine mondial de l'humanité de l'UNESCO. 

## Historique
La construction du palais est commanditée en 1558 par Angelo Giovanni Spinola, ambassadeur de la république de Gênes en Espagne et banquier de l'empereur Charles Quint, puis complétée en 1576 par son fils Giulio. Ce dernier réalisa le terrassement d'une partie de la colline à l'arrière du palais, vers 1580, qui permit l'agrandissement de la cour et du jardin. L'auteur du projet fut l'architecte Berdarnino Cantone da Cabio. En 1919, le palais est vendu au Crédit commercial de France qui le cède, en 1926, à la Banca d'America e d'Italia. Aujourd'hui, il est le siège de la Deutsche Bank. Le piano nobile est occupé par le circolo artistico Tunnel.
Le palais présente une façade qui laisse entrevoir, les fresques des frères Calvi, auxquelles collabora peut être Lazzaro Tavarone. Autant en façade que sur le cycle des fresques intérieures, les Calvi rendirent hommage aux commanditaires : ainsi, les divers membres de la famille nobiliaire apparaissent vêtus comme des condottieri romains, claire allusion à la valeur et à la grandeur de la descendance.
Un bel escalier peint de fresques de style grotesque par Andrea Semino, Bernardo Castello et Lazzaro Tavarone permet d'accéder aux étages supérieurs. En particulier, une fresque, attribuée à Andrea Semino, conserve la précieuse image d'origine, côté colline; avec cette vue, se comprend la façon originale de costruire in costa (construire en pente), pratiquée par les architectes de la Strada Nuova qui réalisèrent de monumentaux escaliers internes et de scénographiques jardins en terrasses pour s'adapter à la déclivité du terrain.

## Autres images

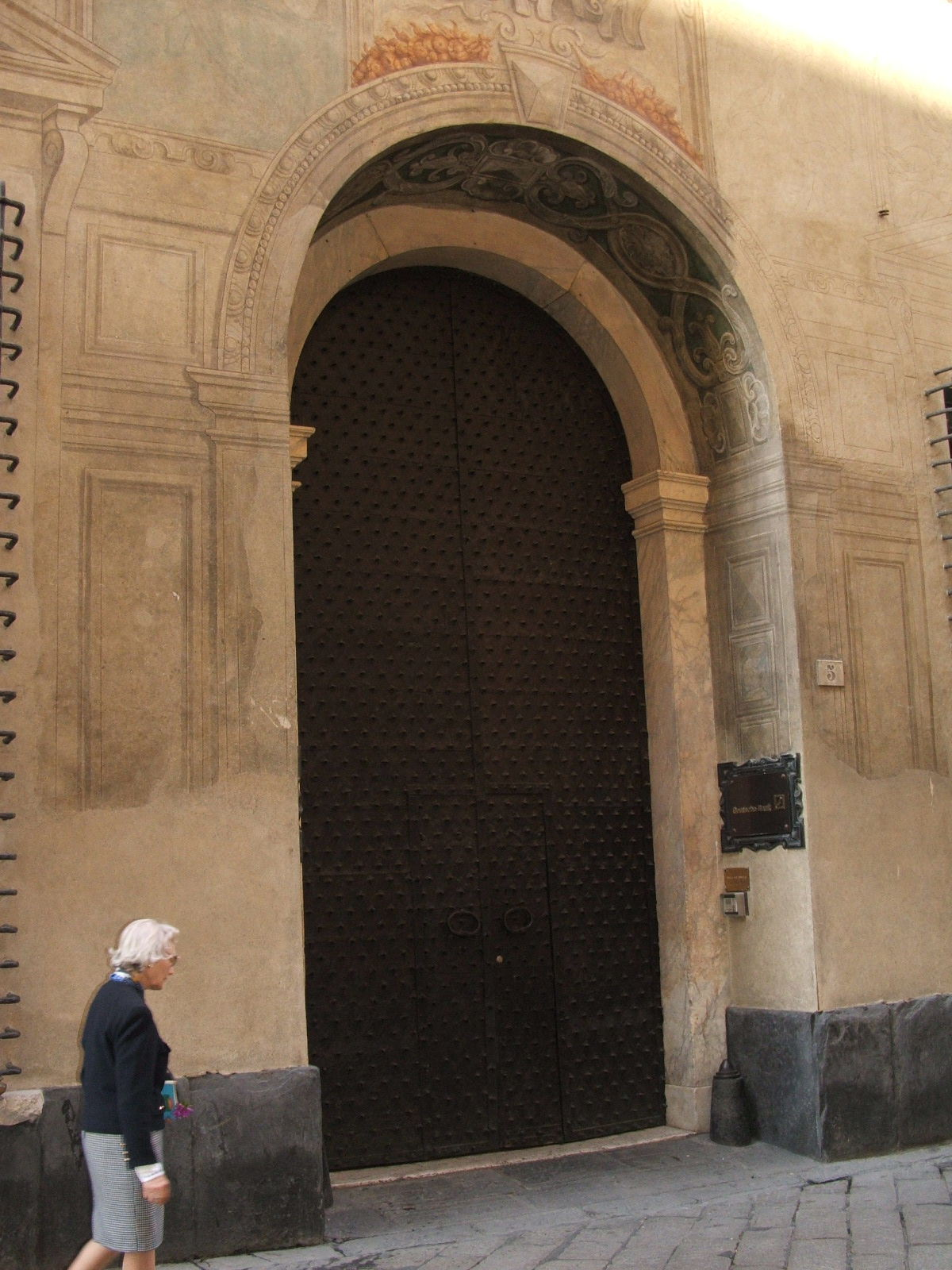
Portail du palais.
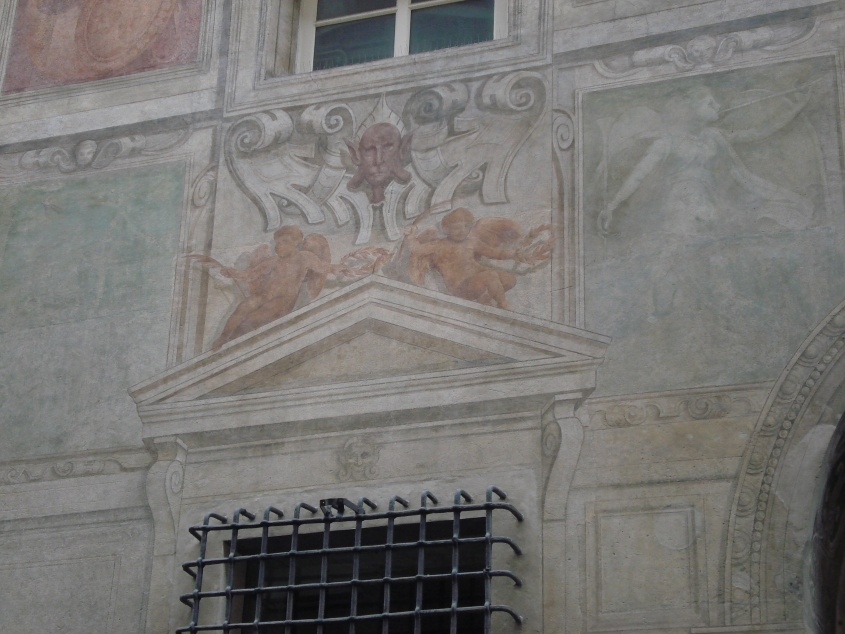
Détails d'une des fresques de la façade.
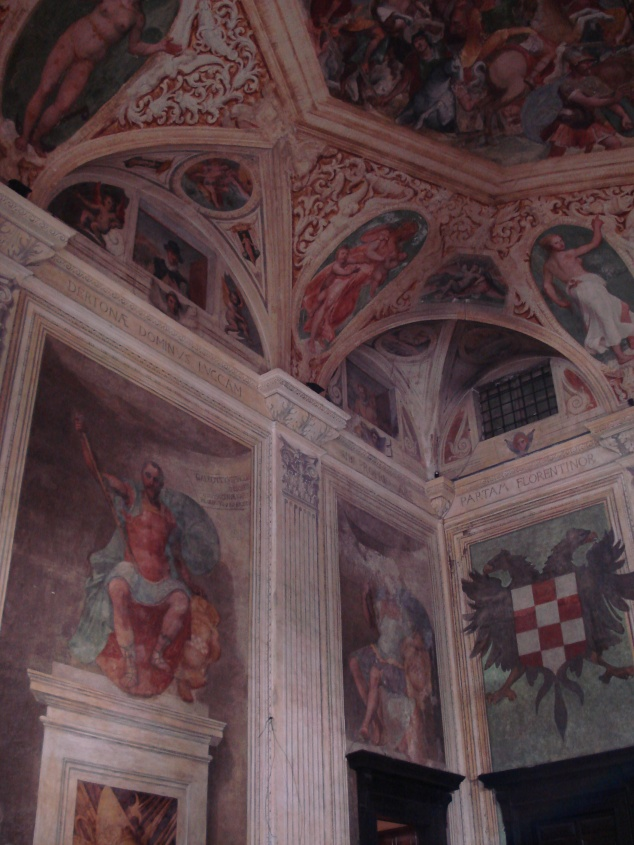
Les fresques de l'atrium.
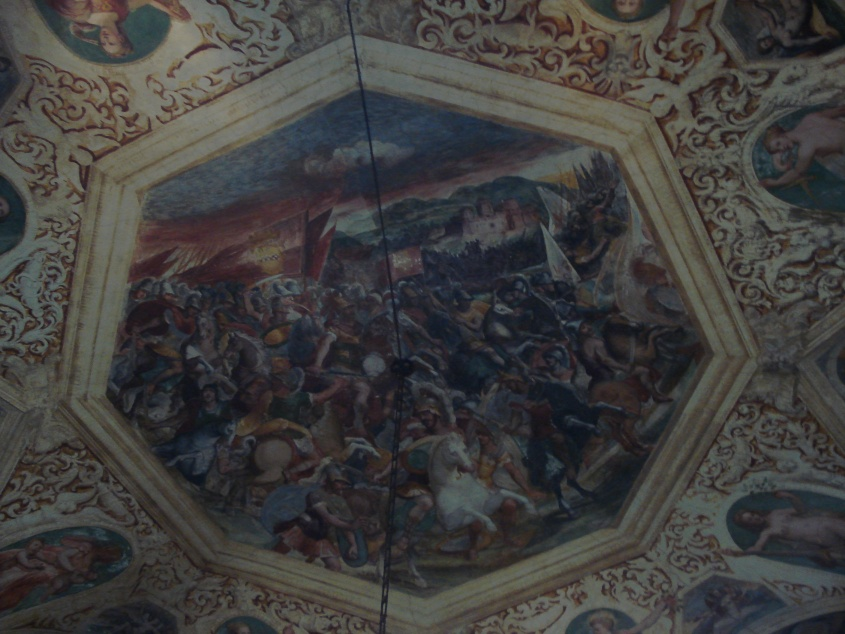
Les fresques du plafond de l'atrium.

## Sources
- (it) Cet article est partiellement ou en totalité issu de l’article de Wikipédia en italien intitulé « Palazzo Angelo Giovanni Spinola » (voir la liste des auteurs).